# Grüne Biotechnologie

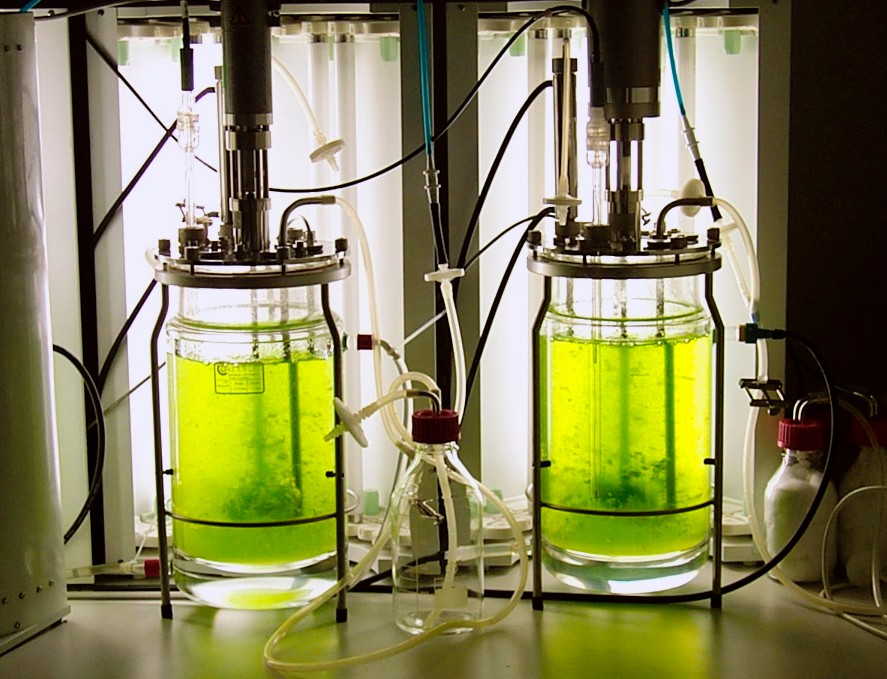
Moosbioreaktor mit Physcomitrella patens

Die Grüne Biotechnologie ist der Zweig der Biotechnologie, der sich mit den Pflanzen befasst (Pflanzenbiotechnologie). Die Grüne Biotechnologie bedient sich moderner Methoden der Biochemie, Systembiologie, Mikrobiologie, Molekularbiologie und Verfahrenstechnik, um Nutzpflanzen zu verbessern, pflanzliche Inhaltsstoffe (Phytochemikalien, Sekundärmetabolite) oder Fasern zu gewinnen oder um pflanzliche Enzyme bzw. Wirkprinzipien (Bionik) für neue Anwendungsbereiche zu erschließen. Die Übergänge zu den anderen Zweigen der Biotechnologie sind mittlerweile fließend. So können pflanzliche Zellen oder Enzyme zur Produktion industrieller Stoffe (weiße Biotechnologie) oder von Medikamenten (rote Biotechnologie oder Pharmazeutische Biotechnologie) genutzt werden. Auch zur Entgiftung von Böden (Phytoremediation) oder als Umweltsensoren sind Pflanzen geeignet, was einen Berührungspunkt zur grauen oder braunen Biotechnologie darstellt.

## Methoden
In der modernen Grünen Biotechnologie ist der Agrobakterium-vermittelte Gentransfer von Plasmiden eine wichtige Technologie. Bei dieser Methode der grünen Gentechnik werden einzelne Erbfaktoren (Gene) von Zellen eines Organismus in Zellen eines anderen Lebewesens übertragen. Sie wurde unter anderem von Jozef Schell am Max-Planck-Institut für Züchtungsforschung entwickelt.
Die somatische Hybridisierung (auch Protoplastenfusion oder Zellfusion genannt), eine weitere wichtige Methode, erlaubt es, durch Verschmelzung gewünschte Merkmale verschiedener Elternpflanzen zu kombinieren. Im Vergleich zum Agrobakterium -vermittelten Gentransfer müssen hierbei keine spezifischen Gene identifiziert und isoliert werden. Außerdem wird damit die Einschränkung des Gentransfers durch Vektor überwunden, nur wenige Gene in ein vorgegebenes Erbgut einführen zu können. Auch kann bei der Zellfusion die Chromosomenzahl der Zellen multipliziert werden, also die Anzahl der Chromosomensätze (Ploidiegrad) erhöht werden. Dies kann die Ertragsfähigkeit von Pflanzen steigern (Heterosiseffekt). Molekulare Marker und biochemische Analysen werden genutzt, um klassischen Pflanzenzüchtern die Arbeit zu erleichtern, und so gezielter und schneller zu neuen Pflanzensorten zu kommen, was als Form der Präzisionszucht auch als „smart breeding“ bezeichnet wurde. Sie wird von vielen Saatzucht-Unternehmen und gartenbaulichen Pflanzenzuchtbetrieben angewendet. Solche zumeist mittelständischen Unternehmen sind im Bundesverband Deutscher Pflanzenzüchter organisiert.
Neben diesen Techniken, die zur Optimierung der Pflanzenzüchtung genutzt werden, werden zunehmend weitere Methoden der Biotechnologie angewandt. So kann der Einsatz pflanzlicher Enzyme in chemischen Produktionsprozessen den Rohstoff- und Energieverbrauch verringern. Beim Molecular Pharming werden Biopharmazeutika wie Monoklonale Antikörper, sogenannte „Plantibodies“, und andere Wertstoffe in so genannten Pharmapflanzen produziert. Diese können in der Diagnostik aber auch für die Therapie, so z. B. in der Krebsbekämpfung eingesetzt werden. Das Ziel dieser Arbeiten ist es, eine sichere Alternative zu den herkömmlichen Produktionssystemen, wie z. B. CHO-Zellen zu entwickeln. Dabei werden GMP-Bedingungen am besten eingehalten, wenn die Pflanzen in abgeschlossenen Behältnissen, wie z. B. Bioreaktoren kultiviert werden. Ein Beispiel dieser Technologie ist der von Ralf Reski entwickelte Moosbioreaktor, ein Photobioreaktor mit gentechnisch verändertem Physcomitrella patens.
Bei diesen Anwendungen hilft das zunehmende Verständnis des pflanzlichen Erbguts und der Proteinnetzwerke (Genomik- bzw. Proteomiktechnologien) genauso wie die Entwicklungen zur Isolierung, Charakterisierung, Produktion der rekombinanten Proteine und Online-Datenbankenauswertungen.